# 布瓦耶勒
布瓦耶勒（法語：Boyelles，法語發音：[bwajɛl]）是法国北部-加来海峡大区加来海峡省的一个市镇，属于阿拉斯区。

## 地理
布瓦耶勒（50°12'12"N, 2°48'55"E）面积4.25 平方千米，位于法国上法蘭西大區加来海峡省，该省份为法国北部沿海省份，西北濒北海，南至索姆省，东临北部省。
与布瓦耶勒接壤的市镇（或旧市镇、城区）包括：布瓦里贝克雷勒、圣莱热、布瓦勒圣马克、埃尔维莱尔、阿姆兰库尔。
布瓦耶勒的时区为UTC+01:00、UTC+02:00（夏令时）。

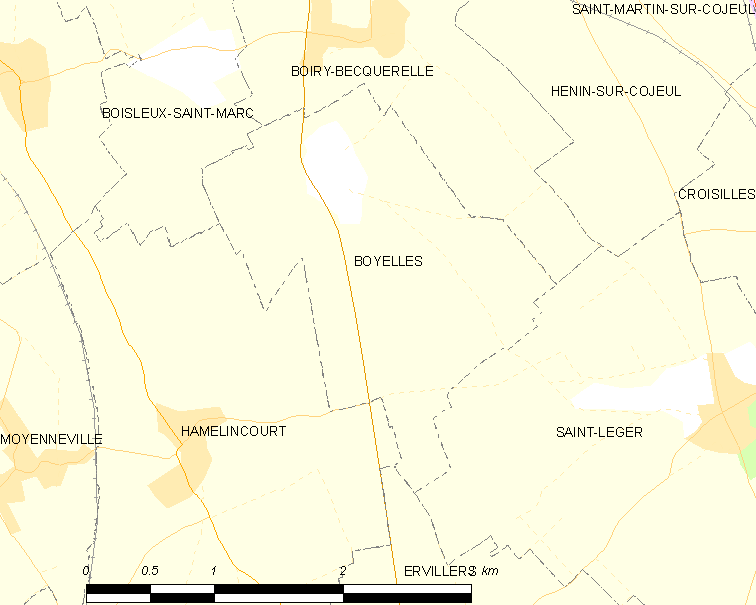
布瓦耶勒的OSM定位图

## 行政
布瓦耶勒的邮政编码为62128，INSEE市镇编码为62172。

## 政治
布瓦耶勒所属的省级选区为阿拉斯第三县。

## 人口

1962-2008年间布瓦耶勒人口变化图示

布瓦耶勒于2022年1月1日时的人口数量为366人。